# 相控阵

显示相控阵如何工作的动画。它由一个由发射器(TX)供电的天线元件(A)阵列组成。每个元件的馈电电流通过由计算机(C)控制的移相器(φ)。移动的红线显示了每个元素发射的无线电波的波前。各个波前是球面的，但它们在天线前组合（叠加）以产生平面波，即沿特定方向传播的无线电波束。移相器使无线电波逐渐沿线路向上延迟，因此每个天线的波前发射时间比其下方的天线晚。这会导致生成的平面波以与天线轴成θ角的方向定向。通过改变相移，计算机可以立即改变光束的角度θ 。大多数相控阵具有二维天线阵列，而不是此处显示的线性阵列，并且可以在二维上控制波束。图中所示的无线电波的速度已减慢。

动画显示了由 15 个天线元件组成的相控阵的辐射方向图，这些天线元件间隔四分之一波长，因为相邻天线之间的相位差在 -120 到 120 度之间扫过。暗区是光束或主瓣，而在它周围呈扇形散开的光线是旁瓣。

在天线理论中，相控阵通常是指电子扫描阵列，一种计算机控制的天线阵列。它可以产生一束无线电波，并在不移动天线的情况下通过电子控制指向不同的方向。          
在一个简单的阵列天线中，来自发射器的射频电流被馈送到具有适当相位关系的多个单独的天线元件，以便来自独立元件的无线电波组合（叠加）形成波束，以增加在所需方向上的辐射功率和抑制不希望的方向的辐射。在相控阵中，来自发射器的功率通过称为移相器的设备馈送到辐射元件，该设备由计算机系统控制，可以电子方式改变相位或信号延迟，从而将无线电波束转向不同的方向。由于天线阵列的尺寸必须扩展许多波长才能实现窄波束宽度所需的高增益，因此相控阵主要适用于无线电频谱的高频端，即特高频和微波频段，在这些频段中，工作波长较小，更为方便。
相控阵最初被设想用于军用雷达系统，以引导无线电波束快速穿过天空以探测飞机和导弹。这些系统现在被广泛使用，并已扩展到民用应用，例如用于手机的5G MIMO 。相控阵原理也用于声学，相控阵声换能器用于医学超声成像扫描仪（相控阵超声波）、油气勘探（反射地震学）和军用声纳系统。
术语“相控阵”有时也用于非转向阵列天线，其中馈电功率的相位以及因此天线阵列的辐射方向图是固定的。  例如，由多个桅杆辐射器组成的 AM 广播无线电天线馈电以产生特定的辐射图样，也称为“相控阵”。

## 类型
相控阵有多种形式。最常见的四种是无源电子扫描阵列 (PESA)、有源电子扫描阵列 (AESA)、混合波束形成相控阵和数字波束形成 (DBF) 阵列。 
无源相控阵或无源电子扫描阵列(PESA)。其天线元件连接到单个发射器和/或接收器，如顶部的第一个动画所示。 PESA 是最常见的相控阵类型。一般来说，PESA 对整个阵列使用一个接收器/激励器。
有源相控阵或有源电子扫描阵列(AESA) 。其每个天线元件都有一个模拟发射器/接收器 (T/R) 模块 ，它产生电子控制天线波束所需的相移。有源阵列是更先进的第二代相控阵技术，用于军事应用；与 PESA 不同，它们可以同时向不同方向发射多个频率的无线电波束。然而，同时光束的数量受到光束形成器电子封装的实际原因的限制，对于 AESA 来说，同时光束的数量大约为三个。每个波束形成器都有一个与之连接的接收器/激励器。
混合波束形成相控阵是 AESA 和数字波束生成相控阵的组合。它使用有源相控阵的子阵（例如，子阵可以是 64、128 或 256 个单元，单元的数量取决于系统要求）。子阵列被组合以形成完整阵列。每个子阵列都有自己的数字接收器/激励器。这种方法允许创建同时波束的集群。

数字波束形成 (DBF) 相控阵在阵列中的每个单元处都有一个数字接收器/激励器。每个单元的信号由接收器/激励器数字化。这意味着天线波束可以在现场可编程门阵列 (FPGA) 或阵列计算机中以数字方式形成。这种方法允许形成多个同时的天线波束。
共形天线。其各个天线不是布置在平面上，而是安装在曲面上。由于天线元件在表面上的不同位置，移相器补偿了波的不同路径长度，从而允许阵列辐射平面波。共形天线用于飞机和导弹，将天线集成到飞机的曲面中以减少气动阻力。

## 历史

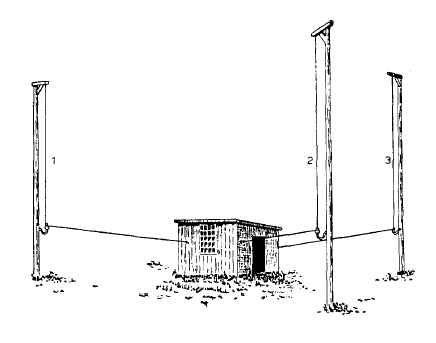
费迪南德·布劳恩1905 年采用相控阵原理的定向天线，由等边三角形的 3 个单极天线组成。一个天线的馈线中的四分之一波延迟导致阵列以波束的形式辐射。延迟可以手动切换到 3 个馈源中的任何一个，将天线波束旋转 120°。

BMEWS和PAVE PAWS雷达

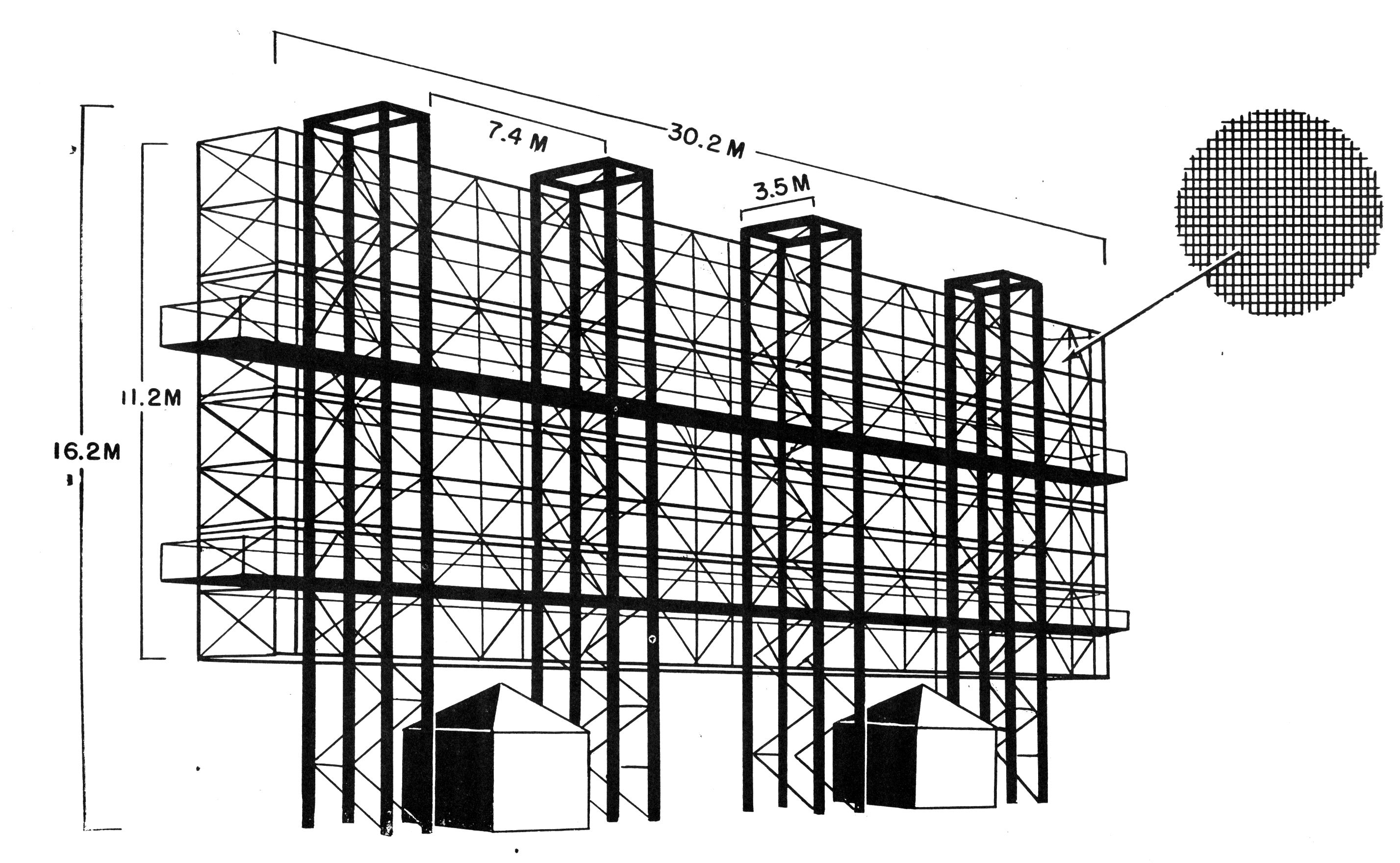
二战猛犸象相控阵雷达

相控阵传输最初由诺贝尔奖获得者卡尔·费迪南德·布劳恩于 1905 年提出，他展示了无线电波在一个方向上的增强传输。  二战期间，诺贝尔奖获得者路易斯·阿尔瓦雷斯（Luis Alvarez）在快速转向的雷达系统中使用相控阵传输来实现“地面控制进近”，这是一种帮助飞机着陆的系统。与此同时，德国 GEMA 建造了Mammut 1。 在剑桥大学行星际闪烁阵列开发了几个大型相控阵后，它后来被改编为射电天文学，从而为安东尼·休伊什和马丁·赖尔赢来了诺贝尔物理学奖。这种设计也用于雷达，并推广到干涉式无线电天线。
2004 年，加州理工学院的研究人员展示了第一个集成硅基相控阵接收器，频率24GHz，有8个单元。 随后在2005年，他们演示了 CMOS 24GHz 相控阵发射机，2006年又演示了一个完全集成的 77GHz 相控阵收发器。 2007 年， DARPA研究人员发布了一种 16 单元相控阵雷达天线，该天线还与所有必要的电路集成在单个硅芯片上，工作频率为 30-50 千兆赫。 
各个天线辐射的信号的相对幅度（以及建设性和破坏性干扰效应）决定了阵列的有效辐射方向图。相控阵可用于指向固定的辐射方向图，或在方位角或仰角上快速扫描。 1957 年，加利福尼亚州休斯飞机公司的相控阵天线首次展示了同时进行方位角和仰角的电子扫描。 

## 应用

### 广播
在广播工程中，“相控阵”一词的含义与其正常含义不同，它是指普通的阵列天线，由多个桅杆辐射器组成的阵列，旨在辐射定向辐射模式，而不是单个桅杆辐射全向图案。广播相控阵具有固定的辐射方向图，并且在操作过程中不像其他相控阵那样“转向”。
许多AM 广播电台都使用相控阵来增强信号强度，从而增强许可城市的覆盖范围，同时最大限度地减少对其他区域的干扰。由于中波频率在白天和夜间电离层传播之间的差异，AM 广播电台通常通过切换提供给各个天线元件（桅杆）的相位和功率水平在白天（地波）和夜间（天波）辐射方向图散热器) 每天在日出和日落时。对于短波广播，许多电台使用水平偶极子阵列。一种常见的布置在 4×4 阵列中使用 16 个偶极子。通常这是在线栅反射器的前面。相位通常是可切换的，以允许在方位角和有时仰角上进行波束控制。
私人无线电爱好者可以使用更适中的相控阵长线天线系统来接收远距离的长波、中波 (AM) 和短波无线电广播。
在VHF上，相控阵广泛用于FM 广播。这些大大增加了天线增益，放大了向地平线发射的射频能量，从而大大增加了电台的广播范围。在这些情况下，从发射器到每个元件的距离是相同的，或者相隔一个（或其他整数）波长。对阵列进行定相以使较低的元素略微延迟（通过使与它们的距离更长）导致向下的波束倾斜，如果天线在无线电塔上相当高，这将非常有用。
其他相位调整可以在不倾斜主瓣的情况下增加远场的向下辐射，创建零点填充以补偿极高的山顶位置，或减少近场的辐射，以防止对那些工人甚至附近房主的过度暴露地面。后一种效果也是通过半波间距来实现的 – 在现有元素之间以全波间距插入附加元素。这种定相实现了与全波间隔大致相同的水平增益；也就是说，一个五元全波间隔阵列等于一个九元或十元半波间隔阵列。

### 雷达
许多海军的军舰也使用相控阵雷达系统。由于波束可以快速转向，相控阵雷达允许军舰使用一个雷达系统进行水面探测和跟踪（寻找船只）、空中探测和跟踪（寻找飞机和飛彈）以及飛彈上行链路能力。在使用这些系统之前，每枚飞行中的地对空导弹都需要一个专用的火控雷达，这意味着雷达制导武器只能同时攻击少量目标。相控阵系统可用于在导弹飞行的中途阶段控制导弹。在飞行的最后阶段，连续波火控指挥员为目标提供最后的指导。由于天线方向图是电子控制的，相控阵系统可以以足够快的速度引导雷达波束，以同时在许多目标上維持跟踪，同时还可以控制几枚飞行中的飛彈。

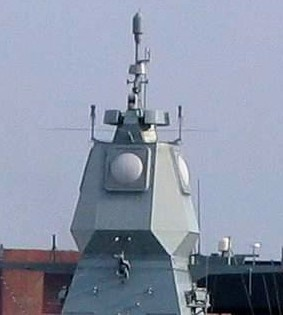
有源相控阵雷达安装在德国海军萨克森级护卫舰F220汉堡的上层建筑顶部

AN/SPY-1相控阵雷达是部署在现代美国巡洋舰和驱逐舰上的宙斯盾战斗系统的一部分，“能够同时执行搜索、跟踪和导弹制导功能，具有超过 100 个目标的能力。” 同样，在法国和新加坡服役的泰雷兹 Herakles相控阵多功能雷达具有 200 个目标的跟踪能力，能够在一次扫描中实现自动目标检测、确认和跟踪启动，同时提供中途制导从船上发射的MBDA Aster导弹的更新。 德国海军和荷兰皇家海军已经开发了有源相控阵雷达系统（APAR）。 MIM-104 Patriot和其他陆基防空系统使用相控阵雷达具有类似的优势。
相控阵用于海军声纳、有源（发射和接收）和无源（仅接收）以及船体安装和拖曳阵列声纳。

### 空间探测器通讯
信使号宇宙飞船是对水星的太空探测任务（2011-2015  ）。这是第一个使用相控阵天线进行通信的深空任务。辐射元件是圆极化的开槽波导。该天线使用X 波段，使用了 26 个辐射元件，可以优雅地降级。 

### 天气研究用途

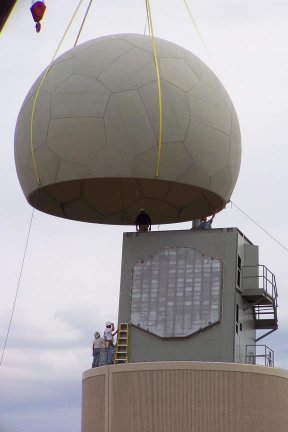
AN/SPY-1A 雷达安装在俄克拉荷马州诺曼的国家强风暴实验室。封闭的天线罩提供天气保护。

自 2003 年 4 月 23 日以来，美国国家强风暴实验室一直在使用美国海军提供的 SPY-1A 相控阵天线在其位于俄克拉荷马州诺曼的设施进行天气研究。希望研究能够更好地了解雷暴和龙卷风，最终导致预警时间增加并加强对龙卷风的预测。目前的项目参与者包括国家强风暴实验室和国家气象局雷达操作中心、洛克希德马丁公司、美国海军、俄克拉荷马大学气象学院、电气和计算机工程学院以及大气雷达研究中心，俄克拉荷马州高等教育机构、联邦航空管理局和基本商业和工业。该项目包括研发、未来技术转让和该系统在美国的潜在部署。预计需要 10 到 15 年才能完成，初始建设费用约为 2500 万美元。 日本 RIKEN 计算科学研究所 (AICS) 的一个团队已经开始使用相控阵雷达和一种新算法进行即时天气预报的实验工作。 

### 光学
在电磁波的可见或红外光谱范围内，可以构建光学相控阵。它们用于用于电信目的的波长多路复用器和滤波器、 激光束转向和全息术。合成阵列外差检测是将整个相控阵多路复用到单个元件光电探测器上的有效方法。光学相控阵发射器中的动态光束形成可用于电子光栅或矢量扫描图像，而无需在无透镜投影仪中使用透镜或机械移动部件。 光学相控阵接收器已被证明能够通过选择性地观察不同的方向来充当无镜头相机。  

### 卫星宽带互联网收发器
Starlink是一个低地球轨道卫星星座，截至2021年正在建设中 .它旨在为消费者提供宽带互联网连接；该系统的用户终端将使用相控阵天线。 

### 射频识别 (RFID)
到 2014 年，相控阵天线被集成到RFID系统中，将单个系统的覆盖面积增加 100%，达到76200平米时仍使用传统的无源UHF标签。 

### 人机界面 (HMI)
东京大学信田实验室于 2008 年开发了一种相控阵声学换能器，称为机载超声触觉显示器 (AUTD)，以诱导触觉反馈。 该系统被证明使用户能够交互地操纵虚拟全息对象。 

### 射电天文学
相控阵馈源 (PAF) 最近已用于射电望远镜的焦点以提供许多光束，从而使射电望远镜具有非常宽的视场。两个例子是澳大利亚的ASKAP望远镜和荷兰Westerbork 合成射电望远镜的 Apertif 升级。

## 数学公式

极坐标系中相控阵的辐射方向图。

从数学上讲，相控阵是N狭缝衍射的一个例子，其中接收点的辐射场是一条直线上的N个点源相干相加的结果。由于每个单独的天线都充当狭缝，发射无线电波，因此可以通过将相移 φ 添加到边缘项来计算它们的衍射图。
我们将从衍射形式页面上导出的N狭缝衍射图案开始， {\displaystyle N}大小相等的狭缝{\displaystyle a}和间距{\displaystyle d} .
{\displaystyle \psi =\psi _{0}\,{\frac {\sin \left({\frac {\pi a}{\lambda }}\sin \theta \right)}{{\frac {\pi a}{\lambda }}\sin \theta }}\,{\frac {\sin \left({\frac {N}{2}}kd\sin \theta \right)}{\sin \left({\frac {kd}{2}}\sin \theta \right)}}}
现在，将 φ 项添加到{\textstyle kd\sin \theta \,}第二项的边缘效应产生：
{\displaystyle \psi =\psi _{0}\,{\frac {\sin \left({\frac {\pi a}{\lambda }}\sin \theta \right)}{{\frac {\pi a}{\lambda }}\sin \theta }}\,{\frac {\sin \left({\frac {N}{2}}\left({\frac {2\pi d}{\lambda }}\sin \theta +\phi \right)\right)}{\sin \left({\frac {\pi d}{\lambda }}\sin \theta +{\frac {\phi }{2}}\right)}}}
取波函数的平方可以得到波的强度。
{\displaystyle {\begin{aligned}I&=I_{0}\left({\frac {\sin \left({\frac {\pi a}{\lambda }}\sin \theta \right)}{{\frac {\pi a}{\lambda }}\sin \theta }}\right)^{2}\left({\frac {\sin \left({\frac {N}{2}}\left({\frac {2\pi d}{\lambda }}\sin \theta +\phi \right)\right)}{\sin \left({\frac {\pi d}{\lambda }}\sin \theta +{\frac {\phi }{2}}\right)}}\right)^{2}\\I&=I_{0}\left({\frac {\sin \left({\frac {\pi a}{\lambda }}\sin \theta \right)}{{\frac {\pi a}{\lambda }}\sin \theta }}\right)^{2}\left({\frac {\sin \left({\frac {\pi }{\lambda }}Nd\sin \theta +{\frac {N}{2}}\phi \right)}{\sin \left({\frac {\pi d}{\lambda }}\sin \theta +{\frac {\phi }{2}}\right)}}\right)^{2}\end{aligned}}}
现在将发射器间隔一段距离{\textstyle d={\frac {\lambda }{4}}}分开。选择该距离是为了简化计算，但可以将其调整为波长的任何标量部分。
{\displaystyle I=I_{0}{{\left({\frac {\sin \left({\frac {\pi a}{\lambda }}\sin \theta \right)}{{\frac {\pi a}{\lambda }}\sin \theta }}\right)}^{2}}{{\left({\frac {\sin \left({\frac {\pi }{4}}N\sin \theta +{\frac {N}{2}}\phi \right)}{\sin \left({\frac {\pi }{4}}\sin \theta +{\frac {\phi }{2}}\right)}}\right)}^{2}}}
由于正弦达到其最大值{\textstyle {\frac {\pi }{2}}} ，我们设置第二项的分子 = 1。
{\displaystyle {\begin{aligned}{\frac {\pi }{4}}N\sin \theta +{\frac {N}{2}}\phi &={\frac {\pi }{2}}\\\sin \theta &=\left({\frac {\pi }{2}}-{\frac {N}{2}}\phi \right){\frac {4}{N\pi }}\\\sin \theta &={\frac {2}{N}}-{\frac {2\phi }{\pi }}\end{aligned}}}
因此，随着N变大，该项将由{\displaystyle {\begin{matrix}{\frac {2\phi }{\pi }}\end{matrix}}}学期。由于正弦可以在 -1 和 1 之间振荡，我们可以看到设置{\displaystyle \phi =-{\begin{matrix}{\frac {\pi }{2}}\end{matrix}}}将在给定的角度发送最大能量
{\displaystyle \theta =\sin ^{-1}1={\frac {\pi }{2}}=90^{\circ }}
此外，我们可以看到，如果我们希望调整发射最大能量的角度，我们只需要调整连续天线之间的相移 φ。实际上，相移对应于最大信号的负角。
类似的计算将表明分母被相同的因子最小化。

## 不同类型的相控阵
有两种主要类型的波束形成器。这些是时域波束形成器和频域波束形成器。从理论的角度来看，两者原则上都是相同的操作，只是傅里叶变换允许从一种类型转换为另一种类型。
除了相移之外，有时会在阵列表面应用渐变衰减窗口以提高旁瓣抑制性能。
时域波束形成器通过引入时间延迟来工作。基本操作称为“延迟和求和”。它将来自每个数组元素的输入信号延迟一定的时间，然后将它们加在一起。 Butler 矩阵允许同时形成多个光束，或通过弧线扫描一个光束。最常见的时域波束形成器是蛇形波导。有源相控阵设计使用打开和关闭的单独延迟线。钇铁石榴石移相器利用磁场强度改变相位延迟。
有两种不同类型的频域波束形成器。
第一种类型将接收到的信号中存在的不同频率分量分成多个频率区间（使用离散傅里叶变换(DFT) 或滤波器组）。当不同的延迟和总和波束形成器应用于每个频率区间时，结果是主瓣在每个不同频率处同时指向多个不同方向。这对于通信链路可能是一个优势，并与SPS-48雷达一起使用。
另一种频域波束形成器使用空间频率。从每个单独的数组元素中获取离散样本。使用 DFT 处理样本。 DFT 在处理过程中引入了多个不同的离散相移。 DFT 的输出是与同时形成的均匀间隔的光束相对应的单独通道。一维 DFT 产生不同光束的扇形。二维 DFT 产生具有菠萝配置的光束。
这些技术用于创建两种相控阵：
- 动态的 – 可变移相器阵列用于移动光束
- 固定的 – 波束位置相对于阵列面是静止的，整个天线是移动的

还有两个子类别可以修改动态数组或固定数组的种类。
- 主动的 – 放大器或处理器位于每个移相器元件中
- 被动的 – 带有衰减移相器的大型中央放大器

### 动态相控阵
每个阵列元件都包含一个可调节的移相器，这些移相器共同用于相对于阵列面移动光束。
动态相控阵不需要物理运动来瞄准光束。光束以电子方式移动。这可以产生足够快的天线运动，以使用小笔形波束同时跟踪多个目标，同时仅使用一组雷达搜索新目标（搜索时跟踪）。
例如，具有 2 度波束、脉冲率为 1 kHz 的天线将需要大约 8 秒来覆盖由 8,000 个指向位置组成的整个半球。此配置提供了 12 次机会来检测1,000 m/s（2,200 mph；3,600 km/h） 100 km（62 mi）范围内的载具 ，适用于军事用途。
可以预测机械操纵天线的位置，这可用于创建干扰雷达操作的电子对抗措施。相控阵操作带来的灵活性允许波束瞄准随机位置，从而消除了这种脆弱性。这也是军事应用所希望的。

### 固定相控阵

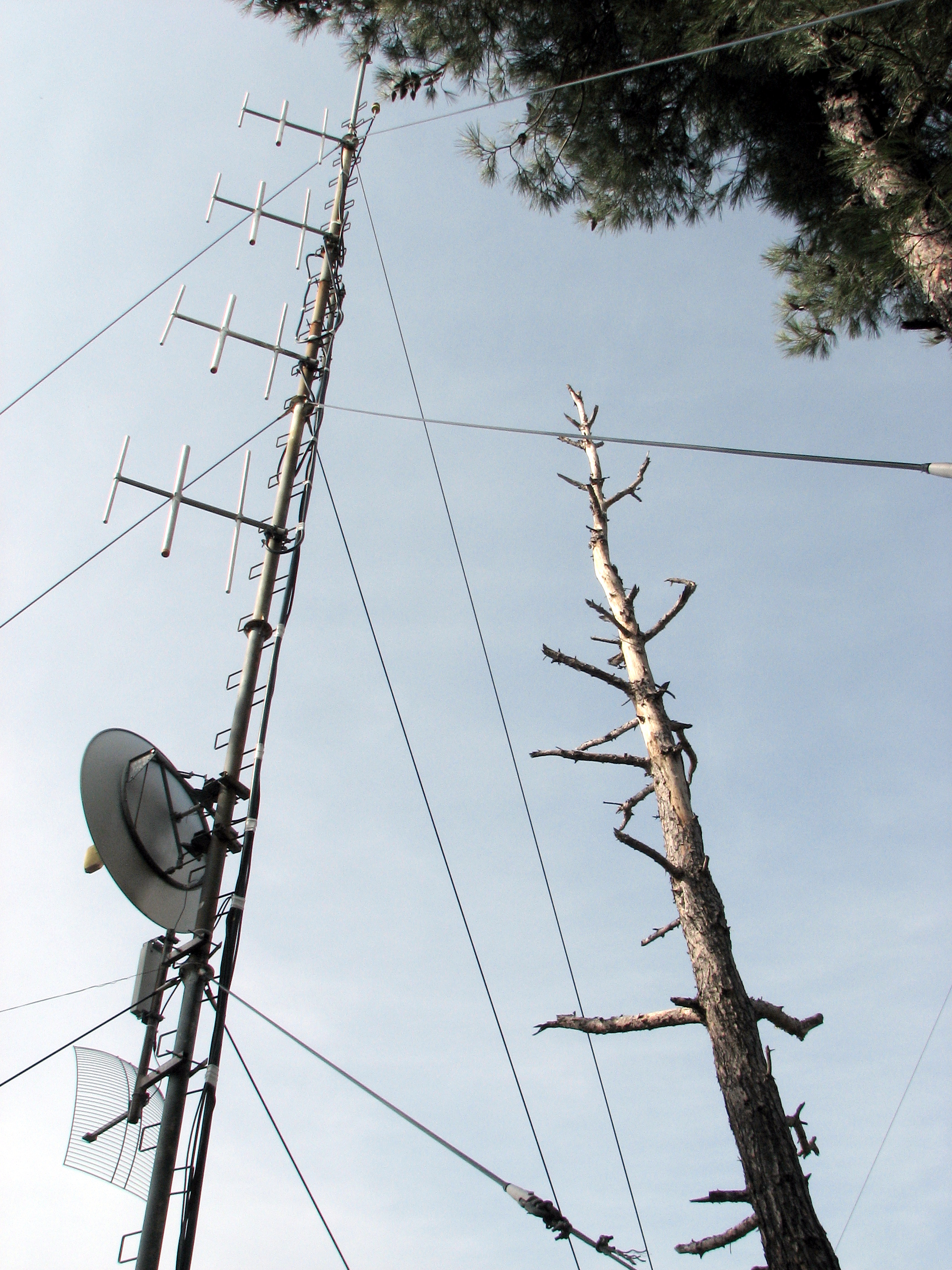
一种天线塔，由具有四个元件的固定相位共线天线阵列组成

固定相控阵天线通常用于创建具有比传统抛物面反射器或卡塞格林反射器更理想的外形尺寸的天线。固定相控阵包含固定移相器。例如，大多数商用 FM 广播和电视天线塔使用共线天线阵列，它是偶极子元件的固定相控阵。
在雷达应用中，这种相控阵在跟踪和扫描过程中物理移动。有两种配置。
- 具有延迟线的多个频率
- 多个相邻光束

SPS-48雷达使用多个发射频率和沿阵列左侧的蛇形延迟线来产生堆叠波束的垂直扇形。每个频率在沿着蛇形延迟线传播时都会经历不同的相移，从而形成不同的光束。滤波器组用于分离各个接收光束。天线是机械旋转的。
半主动雷达制导使用单脉冲雷达，该雷达依靠固定相控阵产生多个测量角度误差的相邻波束。这种外形尺寸适用于导弹导引头中的万向架安装。

### 有源相控阵
有源电子扫描阵列(AESA) 元件在每个天线元件（或一组元件）中包含带有相移的发射放大。每个元素还包括接收前置放大。发射和接收的移相器设置相同。 
有源相控阵在发射脉冲结束后不需要相位复位，与多普勒雷达和脉冲多普勒雷达兼容。

### 无源相控阵
无源相控阵通常使用为天线产生所有微波发射信号的大型放大器。移相器通常由受磁场、电压梯度或等效技术控制的波导元件组成。  
与无源相控阵一起使用的相移过程通常将接收波束和发射波束置于对角相对的象限中。在发射脉冲结束后和接收周期开始之前，必须反转相移的符号，以便将接收波束置于与发射波束相同的位置。这需要降低多普勒雷达和脉冲多普勒雷达的亚杂波能见度性能的相位脉冲。例如，钇铁石榴石移相器必须在发射脉冲淬灭之后和接收器处理开始对准发射和接收光束之前进行更改。该脉冲会引入 FM 噪声，从而降低杂波性能。
无源相控阵设计用于 AEGIS 战斗系统。 用于到达方向估计。